# Hans Mirow
Hans Mirow (* 30. August 1895 in Wandsbek; † 9. Juni 1986 in Bremen) war ein deutscher Konteradmiral im Zweiten Weltkrieg.

## Leben
Mirow trat am 1. April 1914 als Seekadett in die Kaiserliche Marine ein und absolvierte seine Grundausbildung auf dem Großen Kreuzer Vineta. Zur weiteren Ausbildung diente er in der Folge auf den Küstenpanzerschiffen Frithjof und Heimdall, wurde nach dem Beginn des Ersten Weltkriegs am 23. Dezember 1914 zum Fähnrich zur See ernannt und absolvierte bis September 1916 verschiedene Lehrgänge. Als Leutnant zur See (seit 13. Juli 1916) diente Mirow ein Jahr auf dem Großlinienschiff Westfalen. Es folgte seine Kommandierung an die U-Boot-Schule, und nach erfolgreicher Ausbildung wurde er Wachoffizier auf U 30. Am 1. März 1918 wurde Mirow zur III. Unterseebootsflottille versetzt und hier ebenfalls als Wachoffizier auf U 43 verwendet. Für sein Wirken hatte man ihn mit dem Eisernen Kreuz und dem U-Boot-Kriegsabzeichen ausgezeichnet.
Nach Kriegsende begann Mirow am 21. Januar 1919 ein Studium der Chemie, brach dieses aber 1920 ab und diente bis 31. Mai 1920 in der III. Marine-Brigade. Er wurde im gleichen Jahr in die Reichsmarine übernommen, kam als Adjutant zur Küstenwehrabteilung IV und wurde am 28. September 1920 zum Oberleutnant zur See befördert. Vom 1. Oktober 1921 bis zum 22. September 1923 versah er Dienst auf dem Kleinen Kreuzer Hamburg. Danach war er bis zum 29. März 1926 Adjutant in der Marinenachrichtenabteilung Wilhelmshaven. Anschließend wurde Mirow Kommandant des Artillerieschulbootes Hay, und in dieser Dienststellung am 1. Oktober 1926 zum Kapitänleutnant befördert. Als Kompanieführer war er vom 3. Oktober 1927 bis zum 28. Oktober 1929 der Schiffstammdivision der Ostsee zugeteilt. Danach war er eineinhalb Jahre Navigationsoffizier auf dem Leichten Kreuzer Karlsruhe. Am 21. Mai 1931 folgte seine Kommandierung an die Marineschule Mürwik. Ab dem 14. September 1931 war er dort als Lehrer und Lehrgangsleiter tätig, betreute die Jahreslehrgänge der Offiziersanwärter 1929 bis 1931.
Vom 20. September 1933 bis zum 25. August 1936 gehörte er als Referent der Marineabwehrabteilung im Marineamt an. Diese befand sich in der Herauslösung aus dem Wehrmachtsamt und wurde von Kapitän zur See Conrad Patzig geleitet. Am 1. Februar 1934 wurde Mirow zum Korvettenkapitän befördert. In der Zeit seiner Beschäftigung wurde das Marineamt zum Oberkommando der Marine umgewandelt. Ab 26. August 1936 war er Erster Offizier auf dem Leichten Kreuzer Leipzig und am 1. Juni 1937 erhielt er die Beförderung zum Fregattenkapitän. Am 29. November 1938 wurde Mirow ein weiteres Mal in das Oberkommando der Marine versetzt, dieses Mal als Leiter der Attaché-Gruppe. In dieser Funktion avancierte er am 1. April 1939 zum Kapitän zur See. Hier war er für die Organisation, Zusammenarbeit und Betreuung der an den deutschen Botschaften/Gesandtschaften befindlichen Marineoffiziere als militärische Attachés zuständig.
Nach dem Beginn des Zweiten Weltkriegs war Mirow vom 29. August 1940 bis zum 19. Juli 1942 Kommandant des Schulschiffes Emden, das lediglich Ende September 1941 beim Landungsunternehmen auf den Baltischen Inseln in Kampfhandlungen eingebunden war. Dafür erhielt er das Eiserne Kreuz I. Klasse. Anschließend war er Chef des Stabes der Kontrollinspektion Afrika mit Sitz in Casablanca und wurde kurzzeitig vom 21. November bis 9. Dezember 1942 in Spanien und Marokko interniert. Nach seiner Freilassung war Mirow Marineverbindungsoffizier in Toulon und mit seiner Beförderung zum Konteradmiral am 1. Februar 1943 erfolgte die Ernennung zum Chef der Kommandoamtsgruppe (Qu A I) im Quartiermeisteramt (Skl Qu A) der Seekriegsleitung. Bis zur Auflösung der Kommandoamtsgruppe im Februar 1944 blieb er in dieser Position. Ab 4. Februar 1944 war Mirow Kommandant der Seeverteidigung Loire-Gironde in Saint-Nazaire. Nach der bedingungslosen Kapitulation der Wehrmacht geriet er dort in französische Kriegsgefangenschaft, aus der er am 9. September 1947 entlassen wurde.
Mirow war in der Nachkriegszeit vom 1. Dezember 1955 bis 31. März 1965 Bundesbeauftragter bei den Seeämtern in Bremerhaven und in Emden. Anlässlich seiner Verabschiedung wurde er mit dem Bundesverdienstkreuz 1. Klasse ausgezeichnet.